# Waldemar González
Waldemar González Paralea (Montevideo, 28 marzo 1927 – ...) è stato un calciatore uruguaiano, di ruolo difensore.

## Carriera

### Club
Ha sempre giocato nel campionato uruguaiano.

### Nazionale
Con la maglia della Nazionale ha preso parte al campeonato sudamericano nel 1955.